# Lodewijk I van Nevers
Lodewijk I van Nevers (geb.? - overl. Parijs, 22 juli 1322) was de oudste zoon van Robrecht III van Bethune, graaf van Vlaanderen 1305-1322, en van Yolande van Bourgondië.
Bij zijn geboorte was Lodewijk de tweede zoon van Robrecht.  Zijn vader had al een zoon Karel van zijn eerste overleden vrouw, Blanca van Anjou (1250-1269), dochter van de koning van Sicilië , Karel I van Napels. Maar de tienjarige Karel stierf rond 1277. 
Zijn vader Robrecht hertrouwde in 1272 met zijn verre nicht Yolande van Bourgondië, gravin van Nevers, weduwe was van Jan Tristan van Frankrijk , zoon van koning Lodewijk IX van Frankrijk. Hij erfde in 1280 de titel en het graafschap Nevers van zijn moeder. Lodewijk huwde in 1290 met gravin Johanna van Rethel (-1328), erfdochter van graaf Hugo IV van Rethel en werd zodoende co-graaf van Rethel.
In die jaren steunde Lodewijk het beleid van zijn grootvader, graaf van Vlaanderen Gwijde van Dampierre, en vanaf 1305 van zijn vader Robrecht tegen het koninkrijk Frankrijk. In 1311 legde de koning van Frankrijk , Filips IV van Frankrijk , beslag op de twee graafschappen en nam hem gevangen. Lodewijk wist te ontsnappen en zocht zijn toevlucht in het graafschap Vlaanderen. Na de dood van Filips en aangezien Robert geen eerbetoon bracht aan de nieuwe koning, Lodewijk X van Frankrijk, werd de oorlog door Lodewijk in 1315 hervat met de poging Vlaanderen te bezetten. Maar het leger bleef steken in de herfstmodder en keerde terug zonder veel te hebben bereikt. 
De vrede werd gesloten met de opvolger van Lodewijk X, Filips V van Frankrijk, in 1320. Robrecht stond de districten Lille , Douai en Orchies af aan Frankrijk. 
Wegens zijn verzet werd Lodewijk door de Franse koning gevangengezet, maar ontsnapte naar Rijks-Vlaanderen. Onderlinge onenigheid over de tegenover Frankrijk te volgen politiek leidde er in 1321 toe dat zijn vader hem opsloot in de gevangenis van Rupelmonde, met als voorwendsel dat hij geprobeerd zou hebben deze laatste te vergiftigen. De Gentse hoofdmannen onderhandelden intensief tussen beiden en uiteindelijk onderwierp Lodewijk zich formeel aan zijn vader en werd in april 1322 weer vrijgelaten, maar stierf kort nadien in ballingschap in Frankrijk. Over deze dood waren er geruchten dat zijn dood werd vergemakkelijkt door bepaalde toegediende stoffen tijdens zijn gevangenschap. Lodewijk stierf 2 maanden voor de dood van zijn vader. Zijn zoon Lodewijk van Crécy volgde Robrecht op als graaf van Vlaanderen. 
Lodewijk huwde in 1290 met gravin Johanna van Rethel (-1328) en werd de vader van:
- Johanna (ca. 1295-1374), in 1329 gehuwd met Jan van Montfort (1294-1345).
- Lodewijk van Crécy (1304-1346)

## Voorouders
| Voorouders van Lodewijk I van Nevers | Voorouders van Lodewijk I van Nevers                                                | Voorouders van Lodewijk I van Nevers                                                | Voorouders van Lodewijk I van Nevers                                              | Voorouders van Lodewijk I van Nevers                                              | Voorouders van Lodewijk I van Nevers                                              | Voorouders van Lodewijk I van Nevers                                              | Voorouders van Lodewijk I van Nevers                                              | Voorouders van Lodewijk I van Nevers                                              |
| ------------------------------------ | ----------------------------------------------------------------------------------- | ----------------------------------------------------------------------------------- | --------------------------------------------------------------------------------- | --------------------------------------------------------------------------------- | --------------------------------------------------------------------------------- | --------------------------------------------------------------------------------- | --------------------------------------------------------------------------------- | --------------------------------------------------------------------------------- |
| Overgrootouders                      | Willem II van Dampierre (1196-1231) ∞ 1223 Margaretha II van Vlaanderen (1202-1280) | Willem II van Dampierre (1196-1231) ∞ 1223 Margaretha II van Vlaanderen (1202-1280) | Robrecht VII van Béthune (1200-1248) ∞ Elisabeth van Morialmez (-)                | Robrecht VII van Béthune (1200-1248) ∞ Elisabeth van Morialmez (-)                | Hugo IV van Bourgondië (1212-1272) ∞ Yolande van Dreux (1212-1248)                | Hugo IV van Bourgondië (1212-1272) ∞ Yolande van Dreux (1212-1248)                | Archimbald IX van Bourbon (-1249) ∞ Yolande van Nevers (1221–1254)                | Archimbald IX van Bourbon (-1249) ∞ Yolande van Nevers (1221–1254)                |
| Grootouders                          | Gwijde van Dampierre (±1226-1305) ∞ 1246 Mathilde van Béthune (1230-1263)           | Gwijde van Dampierre (±1226-1305) ∞ 1246 Mathilde van Béthune (1230-1263)           | Gwijde van Dampierre (±1226-1305) ∞ 1246 Mathilde van Béthune (1230-1263)         | Gwijde van Dampierre (±1226-1305) ∞ 1246 Mathilde van Béthune (1230-1263)         | Odo van Nevers (1231-1266) ∞ 1248 Mathilde II van Bourbon (1234-1262)             | Odo van Nevers (1231-1266) ∞ 1248 Mathilde II van Bourbon (1234-1262)             | Odo van Nevers (1231-1266) ∞ 1248 Mathilde II van Bourbon (1234-1262)             | Odo van Nevers (1231-1266) ∞ 1248 Mathilde II van Bourbon (1234-1262)             |
| Ouders                               | Robrecht III van Vlaanderen (1249–1322) ∞ 1272 Yolande van Bourgondië (1247-1280)   | Robrecht III van Vlaanderen (1249–1322) ∞ 1272 Yolande van Bourgondië (1247-1280)   | Robrecht III van Vlaanderen (1249–1322) ∞ 1272 Yolande van Bourgondië (1247-1280) | Robrecht III van Vlaanderen (1249–1322) ∞ 1272 Yolande van Bourgondië (1247-1280) | Robrecht III van Vlaanderen (1249–1322) ∞ 1272 Yolande van Bourgondië (1247-1280) | Robrecht III van Vlaanderen (1249–1322) ∞ 1272 Yolande van Bourgondië (1247-1280) | Robrecht III van Vlaanderen (1249–1322) ∞ 1272 Yolande van Bourgondië (1247-1280) | Robrecht III van Vlaanderen (1249–1322) ∞ 1272 Yolande van Bourgondië (1247-1280) |
| Lodewijk I van Nevers (?–1322)       |                                                                                     |                                                                                     |                                                                                   |                                                                                   |                                                                                   |                                                                                   |                                                                                   |                                                                                   |

## Referentie
1. ↑  Hellinga, Gerben Graddesz (2013): Graven van Vlaanderen. Zutphen: Walburg, p. 102-103
2. ↑  Dit artikel of een eerdere versie ervan is een (gedeeltelijke) vertaling van het artikel Luigi I di Nevers op de Italiaanstalige Wikipedia, dat onder de licentie Creative Commons Naamsvermelding/Gelijk delen valt. Zie de bewerkingsgeschiedenis aldaar.